# Rosa Roth – Berlin
Berlin ist ein deutscher Fernsehfilm von Carlo Rola aus dem Jahr 1997. Es handelt sich um die siebte Episode der ZDF-Kriminalfilmreihe Rosa Roth mit Iris Berben in der Titelrolle einer Kriminalhauptkommissarin der Berliner Mordkommission. In einer Berliner Villengegend häufen sich Brandanschläge in leerstehenden Häusern. Durch die Presse geistert daraufhin das Schlagwort „Brandrodung“, um „Sahne“-Grundstücke dann um so teurer und ohne Auflagen für Altbauten verkaufen zu können. 
Roths Mitarbeiter Charly Kubick, Jürgen Roeder und Karin von Lomanski werden wiederum von Jockel Tschiersch, Zacharias Preen und Carmen-Maja Antoni verkörpert, ihr Vorgesetzter Günther Zorn von Gunter Schoß. Die Haupt-Gaststars dieser Folge sind Jonas Kipp, Doris Kunstmann, Ralf Schermuly und Eva Brumby sowie Dieter Kirchlechner erneut in seiner Rolle als LKA-Beamter Kurt Steinkopf. 

## Handlung
Dem Film vorangestellt ist folgendes Zitat: „Auferstanden aus Ruinen und der Zukunft zugewandt, lass uns dir zum Guten dienen, Deutschland, einig Vaterland. Alte Not gilt es zu zwingen, und wir zwingen sie vereint. Denn es muss uns doch gelingen, dass die Sonne, schön wie nie, über Deutschland scheint.“ (Johannes R. Becher)
Innerhalb kurzer Zeit brennen in Berlin drei leerstehende Villen in derselben Gegend nieder. Beim letzten dieser Brände kam ein Obdachloser zu Tode, was Kriminalhauptkommissarin Rosa Roth und ihr Team auf den Plan ruft. Roth erfährt von der Aussage einer Hanna Severin, ehemalige Lehrerin, die ihren eigenen Enkel beschuldigt hat, die Brände gelegt zu haben. Eigentlich wollte die alte Dame mit Roth sprechen, war dann aber plötzlich verschwunden. Roth will dem noch einmal nachgehen und stattet Severin gemeinsam mit ihren Kollegen Kubick und Roeder einen Besuch ab. Noch vor der Tür stehend hören die drei lautes Geschrei und Geräusche aus der Wohnung. Als sie dort eindringen, springt ein junger Mann aus dem Fenster, während Frau Severin blutend am Boden liegt. Kubick und Roeder behindern sich gegenseitig, sodass der junge Mann entkommen kann. Die alte Dame wird ins Krankenhaus gebracht. Ein Gespräch mit dem Lehrer des 17-jährigen Frank Severin, bringt Roth nicht weiter, er macht deutlich, dass ihm das alles ziemlich egal sei.
Als Roth am Krankenbett von Hanna Severin steht, taucht unvermittelt deren Enkel Frank auf. Er scheint sich um seine Oma zu sorgen. Die alte Dame hat einen Schlaganfall erlitten und ist nicht ansprechbar. Als Frank Severin Roth für eine Ärztin hält, widerspricht sie dem nicht, um mit dem jungen Mann ins Gespräch zu kommen. Sie nimmt ihn sogar mit zu sich nach Hause, wo er die Nacht verbringen könne. Severin gibt zu, dass er die Villen angezündet habe aber seine Großmutter habe er nicht geschlagen. Sie sei gestolpert und müsse unglücklich gefallen sein. Frank macht Andeutungen, dass Leute, wie der Immobilienhai Großmann einer sei, sich alles erlauben könnten, ohne dafür belangt zu werden. Roth macht die Erfahrung, dass da etwas dran ist, der von ihr erwünschte Durchsuchungsbeschluss für Großmanns Anwesen wird ihr verwehrt. Von ihrer Mitarbeiterin Karin von Lomanski, erfährt sie, dass sich im ersten Haus, das angezündet worden war, auch die Wohnung von Hanna und Frank Severin befunden hat. Roth behält Frank Severin erst einmal bei sich in der Wohnung. Als sie ihn auf seine Mutter anspricht, eine ehemalige Schauspielerin, reagiert er sehr verschlossen. Roth erfährt später, dass Franks Mutter in den Westen geflohen war und ihren Sohn bei seiner Oma zurückgelassen hat. 
Als der obdachlose Andreas Hecksel beerdigt wird, sind überraschend viele Menschen auf dem Friedhof, unter ihnen auch Großmann, der die Kosten dafür übernommen hat, und der LKA-Beamte Kurt Steinkopf, der sich mal wieder Roth in den Weg stellt. Er hat wohl auch dafür gesorgt, dass es Großmann möglich war, diese Beerdigung werbewirksam für sich zu inszenieren. Als Großmanns Faktotum dann auch noch Geld an die erschienenen Obdachlosen verteilt, meint Roth zu Kubick, ihr werde schlecht. Auf dem Friedhof fällt Roth eine Frau mittleren Alters auf, die sich in einem Gespräch rätselhaft äußert. Kubick bekommt heraus, dass es sich bei der Frau um eine Gertraud Block handelt, die verheiratet und auf dem Grundbuchamt tätig ist. Sie ist genau für die drei Objekte zuständig, die abgebrannt sind. 
Roth beobachtet, dass Frank Severin sich mit Rüdiger Block trifft, der wohl Verbindungen zu dem Immobilienhai Großmann hat. Als Severin meint, beim letzten Brand sei immerhin ein Obdachloser umgekommen, erwidert Block, das sei einzig Großmanns Schuld, er habe die Häuser leer geklagt und sie dann leerstehen lassen. Über Blocks Frau Gertraud kam kurz zuvor die Nachricht im Fernsehen, dass sie einen Selbstmordversuch – Sprung von einem Turm – leicht verletzt überlebt habe. 
Noch bevor Roth Frank Severin darüber aufklären kann, wer sie wirklich ist, findet er ihre Pistole und ihren Dienstausweis. Kurz darauf brennt es erneut. Frank ist weg und noch schlimmer, mit ihm Roths Waffe. Nun liegt ihre Suspendierung in der Luft. Roths Vorgesetzter Günther Zorn meint, sein Stuhl wackle  ebenfalls. Hanna Severin ist nun vernehmungsfähig. Außer, dass Frank seine Mutter bei der Grenzöffnung entdeckt hatte aber unter keinen Umständen etwas mit ihr zu tun haben wollte, erfährt Roth nichts Neues von Hanna Severin. Als Roth Frank einer inneren Ahnung folgend aufspürt, richtet er die ihr entwendete Waffe auf sie. Er will nicht glauben, was Roth ihm erzählt, nämlich dass Rüdiger Block ihn belogen und gemeinsame Sache mit Großmann gemacht habe. Er sei Großmanns Partner. Großmann habe durch ihn ein Vermögen verdient und Block ebenfalls. Sie habe Beweise, dass Block von Großmann bezahlt worden sei und er nur die Drecksarbeit für die beiden Männer gemacht habe. Roth beschwört Frank, dass er sich doch nicht sein Leben lang etwas vormachen könne, nur weil seine Mutter ihn verlassen habe. Severin schnappt sich jedoch Roths Wagen und braust davon.
Im Haus von Rüdiger Block hält Frank Severin Block inzwischen eine Waffe an den Kopf, weil er nun weiß, dass dieser ein mieses Spiel mit ihm gespielt und ihn nur benutzt hat. Rosa klärt die Situation, Frank wird vorübergehend festgenommen. Was mit Block und Großmann geschieht, bleibt offen.

## Produktionsnotizen
Der Film wurde 1997 in Berlin und Umgebung gedreht. Michal Pokorny und Kathrin Stolze waren für die Aufnahmeleitung verantwortlich und Hans Reichel, Carola Freitag und Christl Schneider für die Produktionsleitung sowie Monika Haffert für die Filmgeschäftsführung. Klaus Bassiner und Alexander Ollig hatten die Redaktion inne. Als Produzenten des Films traten Bernd Burgemeister und Oliver Berben, der Sohn der Hauptdarstellerin, auf. Es handelt sich um eine Produktion der TV-60 Moovie Filmgesellschaft im Auftrag von ZDF und ORF. 

## Rezeption

### Veröffentlichung
Am 27. Dezember 1997 wurde die Folge zur Hauptsendezeit im Programm des ZDF erstausgestrahlt.
Die Folgen 07–12 der Reihe wurden von Studio Hamburg Enterprises am 2. November 2012 auf DVD herausgegeben.

### Kritik
Die Kritiker der Fernsehzeitschrift TV Spielfilm vergaben an den Film die bestmögliche Wertung, Daumen nach oben, für Humor, Anspruch und Action gab es einen von drei möglichen Punkten, für Spannung zwei. Weiter wurde ausgeführt: Auch ohne krachende Action baut der Krimi eine gehörige Portion Spannung auf und konzentriert sich lieber auf eine klare Zeichnung der Charaktere. Das Fazit lautete: „Hartnäckig, intelligent und charmant: Rosa. Sobald Iris ermittelt, ist die Welt wieder rosarot.“
Der Filmdienst führte aus: „Engagierter (Fernseh-)Krimi der 1994 gestarteten ‚Rosa Roth‘-Reihe, geprägt von einer melancholischen Grundstimmung und der solide gespielten desillusionierten Protagonistin auf ihrer Suche nach Gerechtigkeit. – Ab 16.“